# Reichswald
Reichswald este o arie protejată (arie specială de conservare — SAC, sit de importanță comunitară — SCI) din Germania întinsă pe o suprafață de 582,74 ha, integral pe uscat.

## Localizare
Centrul sitului Reichswald este situat la coordonatele 51°44′57″N 6°03′20″E / 51.7492°N 6.0556°E.

## Înființare
Situl Reichswald a fost declarat sit de importanță comunitară în martie 2001 pentru a proteja 1 specie de animale. Situl a fost protejat și ca arie specială de conservare în septembrie 2004.

## Biodiversitate
Situată în ecoregiunea atlantică, aria protejată conține 1 habitat natural: Păduri de fag Luzulo-Fagetum.
La baza desemnării sitului se află o specie protejată de  nevertebrate: rădașcă (Lucanus cervus).
Pe lângă speciile protejate, pe teritoriul sitului au mai fost identificate 1 specie de plante.